# Коттарелли, Карло
Карло Коттарелли (итал. Carlo Cottarelli; род. 18 августа 1954, Кремона) — итальянский экономист.

## Биография
Окончил Сиенский университет, где изучал экономику и банковское дело, позднее получил степень магистра по экономике в Лондонской школе экономики и политических наук. С 1981 по 1987 год работал в Банке Италии, с 1987 по 1988 — в Eni, а затем до 2013 года — в Международном валютном фонде в Вашингтоне.
В 2013 году премьер-министр Энрико Летта назначил Коттарелли чрезвычайным комиссаром по ревизии государственных расходов, в 2014 году Маттео Ренци вновь направил его в Международный валютный фонд, где Коттарелли сделал значительную часть своей карьеры крупного эксперта в налоговой области.
В ноябре 2017 года оставил должность исполнительного директора МВФ и вернулся в Италию, где начал преподавать в университете Боккони. В интервью «la Repubblica» заявил тогда о необходимости сокращения государственной помощи и налоговых вычетов частным компаниям для оздоровления государственного бюджета. С конца 2017 года — директор Центра по аудиту государственных счетов в Католическом университете Святого Сердца.
Неоднократно публично выступал против выхода Италии из Евросоюза и из еврозоны, но также подвергал критике существующую экономическую политику ЕС.
28 мая 2018 года, в разгар правительственного кризиса после отказа Джузеппе Конте от формирования коалиционного правительства Движения пяти звёзд и Лиги Севера, президент Маттарелла пригласил Коттарелли в Квиринальский дворец и поручил ему формирование беспартийного «технического» кабинета. В выступлении перед прессой Коттарелли пообещал подготовить программу правительства, которая предусматривает подготовку очередного государственного бюджета и, в случае получения правительством парламентского вотума доверия, досрочные выборы в 2019 году. В случае недоверия парламента правительство немедленно уйдёт в отставку, а досрочные выборы пройдут не ранее августа 2018 года.
31 мая Ди Майо и Сальвини согласовали компромиссный вариант коалиционного правительства, и Коттарелли сложил с себя полномочия по формированию нейтрального кабинета.